# Andrea Gasbarro
Andrea Gasbarro (Pisa, 7 gennaio 1995) è un calciatore italiano, difensore svincolato.

## Caratteristiche tecniche
Difensore centrale di piede mancino abile nei contrasti e negli anticipi difensivi, è dotato di una buona tecnica individuale; nonostante la fisicità, risulta essere agile e rapido nei movimenti. Ha iniziato a giocare a calcio come centrocampista, prima di essere arretrato nel corso degli anni. Grazie alla sua duttilità tattica può essere impiegato anche come terzino; per le sue caratteristiche è stato paragonato a Cristian Chivu.

## Carriera
Cresciuto nel settore giovanile del Livorno, il 28 giugno 2013 passa in prestito al Pontedera, con cui inizia la carriera professionistica. Il 29 gennaio 2014 la cessione diventa in comproprietà; nonostante le poche presenze ottenute a causa di un grave infortunio al piede, il 12 giugno viene confermato per un'altra stagione.
Il 18 giugno 2015 viene riscattato dai labronici, con cui si mette in mostra nel suo primo campionato di Serie B, concluso con la retrocessione. Nel corso degli anni diventa uno dei leader della squadra, rinnovando più volte il contratto con gli amaranto.
Il 31 gennaio 2020 passa in prestito al Pordenone. Il 25 settembre viene acquistato dal Padova. 

Rimasto svincolato il 24 ottobre 2023 firma con la Fermana 

## Statistiche

### Presenze e reti nei club
Statistiche aggiornate al 17 maggio 2025.
| Stagione         | Squadra            | Campionato       | Campionato | Campionato | Coppe nazionali | Coppe nazionali | Coppe nazionali | Coppe continentali | Coppe continentali | Coppe continentali | Altre coppe | Altre coppe | Altre coppe | Totale | Totale |
| Stagione         | Squadra            | Comp             | Pres       | Reti       | Comp            | Pres            | Reti            | Comp               | Pres               | Reti               | Comp        | Pres        | Reti        | Pres   | Reti   |
| ---------------- | ------------------ | ---------------- | ---------- | ---------- | --------------- | --------------- | --------------- | ------------------ | ------------------ | ------------------ | ----------- | ----------- | ----------- | ------ | ------ |
| 2013-2014        | Pontedera          | 1D               | 9          | 0          | CI+CI-LP        | 1+0             | 0               | -                  | -                  | -                  | -           | -           | -           | 10     | 0      |
| 2014-2015        | Pontedera          | LP               | 30         | 1          | CI+CI-LP        | 2+2             | 0               | -                  | -                  | -                  | -           | -           | -           | 34     | 1      |
| Totale Pontedera | Totale Pontedera   | Totale Pontedera | 39         | 1          |                 | 5               | 0               |                    | -                  | -                  |             | -           | -           | 44     | 1      |
| 2015-2016        | Livorno            | B                | 29         | 0          | CI              | 2               | 0               | -                  | -                  | -                  | -           | -           | -           | 31     | 0      |
| 2016-2017        | Livorno            | LP               | 26+2       | 2          | CI+CI-LP        | 0               | 0               | -                  | -                  | -                  | -           | -           | -           | 28     | 2      |
| 2017-2018        | Livorno            | LP               | 24         | 0          | CI+CI-C         | 1+0             | 0               | -                  | -                  | -                  | SC-C        | 0           | 0           | 25     | 0      |
| 2018-2019        | Livorno            | B                | 14         | 0          | CI              | 0               | 0               | -                  | -                  | -                  | -           | -           | -           | 14     | 0      |
| 2019-gen. 2020   | Livorno            | B                | 10         | 0          | CI              | 1               | 0               | -                  | -                  | -                  | -           | -           | -           | 11     | 0      |
| Totale Livorno   | Totale Livorno     | Totale Livorno   | 103+2      | 2          |                 | 4               | 0               |                    | -                  | -                  |             | 0           | 0           | 109    | 2      |
| gen.-giu. 2020   | Pordenone          | B                | 8+1        | 0          | CI              | -               | -               | -                  | -                  | -                  | -           | -           | -           | 9      | 0      |
| 2020-2021        | Padova             | C                | 27+3       | 0          | CI              | 2               | 0               | -                  | -                  | -                  | -           | -           | -           | 32     | 0      |
| 2021-2022        | Padova             | C                | 22+4       | 0          | CI-C            | 4               | 0               | -                  | -                  | -                  | -           | -           | -           | 30     | 0      |
| 2022-2023        | Padova             | C                | 12         | 0          | CI-C+CI         | 2+1             | 0               | -                  | -                  | -                  | -           | -           | -           | 15     | 0      |
| Totale Padova    | Totale Padova      | Totale Padova    | 61+7       | 0          |                 | 9               | 0               |                    | -                  | -                  |             | -           | -           | 77     | 0      |
| 2023-gen. 2024   | Fermana            | C                | 9          | 0          | CI-C            | 0               | 0               | -                  | -                  | -                  | -           | -           | -           | 9      | 0      |
| gen.-giu. 2024   | Virtus Francavilla | C                | 16+2       | 1          | CI-C            | 0               | 0               | -                  | -                  | -                  | -           | -           | -           | 18     | 1      |
| 2024-2025        | Lucchese           | C                | 23         | 0          | CI-C            | 1               | 0               | -                  | -                  | -                  | -           | -           | -           | 24     | 0      |
| Totale carriera  | Totale carriera    | Totale carriera  | 271        | 4          |                 | 19              | 0               |                    | -                  | -                  |             | 0           | 0           | 290    | 4      |

## Palmarès

### Club
- Serie C: 1

Livorno: 2017-2018 (girone A)
- Coppa Italia Serie C: 1

Padova: 2021-2022

### Nazionale
- Torneo Quattro Nazioni: 1

2015-2016